# Paramount Networks Americas
Paramount Networks Americas (anteriormente MTV Networks Latin America, Viacom International Media Networks The Americas e ViacomCBS Networks Americas) é uma subsidiária de propriedade da Paramount International Networks, subsidiária da Paramount Global, com sede operacional em Miami, Flórida, nos Estados Unidos e escritórios regionais em diversos países da América Latina. 
A empresa opera os canais da Paramount na América Latina, entre eles a MTV e a Nickelodeon. Uma vez sediados nos Estados Unidos, todos os canais Paramount são regulamentados pela Comissão Federal de Comunicações, órgão regulador de telecomunicações e radiodifusão dos Estados Unidos, apesar da não transmitir para aquele país. No Canadá, a empresa atua principalmente através de acordos de licenciamento das marcas da Paramount Media Networks.
Antes do rebranding como Viacom International Media Networks The Americas, as operações da empresa no Brasil foram chamadas Viacom Networks Brasil, já que o Grupo Abril detinha direitos exclusivos sobre a marca MTV no país, impossibilitando o uso do nome MTV Networks. A partir de outubro de 2013, VIMN The Americas assumiu a marca MTV no Brasil e relançou o canal na TV por assinatura.

## Propriedades

### Canais de televisão
| Disponibilidade   | Canal                | Notas             |
| América Hispânica | América Hispânica    | América Hispânica |
| ----------------- | -------------------- | ----------------- |
| TV por assinatura | MTV                  |                   |
| TV por assinatura | MTV 80s              | 1                 |
| TV por assinatura | MTV 00s              | 1                 |
| TV por assinatura | Club MTV             | 1                 |
| TV por assinatura | MTV Hits             | 1                 |
| TV por assinatura | MTV Live             | 1                 |
| TV por assinatura | Nickelodeon          |                   |
| TV por assinatura | Nick Jr.             |                   |
| TV por assinatura | TeenNick             |                   |
| TV por assinatura | NickMusic            | 2                 |
| TV por assinatura | Comedy Central       |                   |
| TV por assinatura | Paramount Network    |                   |
| TV aberta         | Telefe               |                   |
| TV aberta         | Chilevisión          |                   |
| Brasil            |                      |                   |
| TV por assinatura | MTV                  |                   |
| TV por assinatura | MTV 00s              | 1                 |
| TV por assinatura | MTV Live             | 1                 |
| TV por assinatura | Nickelodeon          |                   |
| TV por assinatura | Nick Jr.             |                   |
| TV por assinatura | NickMusic            | 2                 |
| TV por assinatura | Comedy Central       |                   |
| TV por assinatura | Paramount Network    |                   |
| TV por assinatura | Telefe Internacional |                   |
| Canadá            |                      |                   |
|                   | MTV                  | 3                 |
| MTV2              | 3                    |                   |
| Nickelodeon       | 4                    |                   |
| CMT               | 5                    |                   |

#### Canais extintos
| Abrangência               | Canal                  | Substituído por                                 |
| ------------------------- | ---------------------- | ----------------------------------------------- |
| América Hispânica         | MTV Hits Latinoamérica | MTV Hits Europa                                 |
| América Hispânica         | MTV Jams               |                                                 |
| América Hispânica         | Nicktoons              | NickMusic                                       |
| América Hispânica         | VH1 América Latina     | VH1 Europa                                      |
| Brasil                    | VH1 Brasil             | Paramount Network                               |
| Brasil                    | VH1 HD                 | VH1 Europa                                      |
| América Hispânica, Brasil | VH1 MegaHits           | MTV Live (Brasil) NickMusic (América Hispânica) |
| América Hispânica, Brasil | VH1 Europa             | MTV 00s                                         |
| Brasil                    | VH1 Classic EUA        |                                                 |
| América Hispânica         | VH1 Classic Europa     | MTV 80s                                         |
| América Hispânica, Brasil | VH1 Soul               | VH1 (Brasil)                                    |

### Produção de conteúdo
- Porta dos Fundos (51%)
- TeleColombia
  - Estudios TeleMéxico

### Plataformas de streaming
- Paramount+
- Pluto TV

### Plataformas extintas
- MTV Play
- Nickelodeon Play
- Comedy Central Play
- BET Play
- Noggin